# 戈定
戈 定（か てい）は、中国の通俗歴史小説『三国志演義』に登場する架空の人物。

## 三国志演義
孫権配下の太史慈と同郷（青州東萊郡）で、その配下という設定。『演義』第53回に登場。その兄弟は、合肥を守備していた曹操配下の張遼の下で厩番をしている。戈定は、太史慈の命により合肥に潜入し、太史慈が攻め寄せてくる時に合わせて、兄弟である厩番と共に秣に火を放ち、謀反だと城内に触れ回る。しかし、張遼は冷静沈着に対応したため、この煽動は失敗に終わり、戈定と厩番は捕えられて処刑されてしまう。
さらに張遼は、策を設けて太史慈を誘引し、これに矢を浴びせて重傷を負わせている。太史慈は、この時の傷が原因で、まもなく死去してしまう。